# Livia Peng
Pour les articles homonymes, voir Peng.
Livia Peng, née le 14 mars 2002 à Coire, est une footballeuse internationale suisse. Elle évolue au poste de gardienne à Chelsea.

## Biographie
Livia Maité Peng naît le 14 mars 2002 à Coire.
Elle commence le football à l'âge de 7 ans. Elle joue dans des équipes masculines jusqu'à l'âge de 17 ans.
Elle fait des études en management du sport.

## Carrière

### En club
Livia Peng fait ses débuts professionnels au FC Zurich en 2019. Après le doublé coupe-championnat en 2022, elle signe au BK Häcken en Suède puis est prêtée à partir de janvier 2023 au Levante UD en Espagne.
En juillet 2023, elle signe au Werder Brême,.
Elle est choisie comme gardienne de l'équipe-type de la Bundesliga 2024-2025 par le magazine Kicker qui relève notamment que le un contre un fait partie de ses forces. À l'été 2025, elle signe à Chelsea.

### En sélection
Livia Peng est sélectionnée par Nils Nielsen pour participer à l'Euro 2022 organisé en Angleterre
Elle joue son premier match pour la Suisse le 11 novembre 2022 lors d'un match amical face au Danemark mais la partie est finalement catégorisée comme match d'entraînement par l'UEFA en raison d'un trop grand nombre de changements effectués et pas compté dans les statistiques.
Elle est sélectionnée en tant que gardienne remplaçante pour la coupe du monde 2023 en Australie et en Nouvelle-Zélande. Après la retraite de Gaëlle Thalmann, à l'issue de la coupe du monde, elle se partage le poste en équipe nationale avec Elvira Herzog jusqu'à l'Euro 2025, pour lequel elle est désignée titulaire.

## Palmarès
FC Zurich
- Championnat de Suisse (2) :
  - Championne en 2019 et 2022
- Coupe de Suisse (2) :
  - Vainqueure en 2019 et 2022